# Кріймані
Крі́ймані (ест. Kriimani küla) — село в Естонії, у волості Кастре повіту Тартумаа.

## Населення
Чисельність населення на 31 грудня 2011 року становила 77 осіб.

## Географія
Через населений пункт проходить автошлях 22266 (Сіллаотса — Кріймані). Від села починається дорога 22267 (Меллісте — Кріймані)

## Історія
До 24 жовтня 2017 року село входило до складу волості Гааслава.